# The Voyeurs
The Voyeurs es una película estadounidense de drama y suspense erótico original de Amazon Studios, dirigida por Michael Mohan y protagonizada por Sydney Sweeney, Justice Smith, Ben Hardy y Natasha Liu Bordizzo. Se estrenó en Amazon Prime Video el 10 de septiembre de 2021.

## Sinopsis
Pippa y Thomas, una pareja que se acaba de mudar al apartamento de sus sueños, descubre que las ventanas permiten ver el interior del piso de enfrente y no pueden resistirse a observar a sus vecinos e incluso intentar interferir en sus vidas de forma anónima. Pronto descubrirán que todo tiene consecuencias.

## Reparto
- Sydney Sweeney como Pippa
- Justice Smith como Thomas
- Ben Hardy como Seb
- Natasha Liu Bordizzo como Julia
- Katharine King So como Ari
- Cameo Adele como Joni
- Cait Alexander como Sam